# Aquila (літак Facebook)
Aquila — літак на сонячній енергії, який розробляє компанія Connectivity Lab для Facebook. Буде використовуватися для надання інтернету у важкодоступних місцях на Землі.

## Історія
Розробка літака почалася в 2014 році.
Перший запуск відбувся 28 червня 2016 року. Під час запуску був присутній засновник Фейсбуку Марк Цукерберг. Тоді літак пробув у повітрі 96 хв, але розбився при посадці.
22 травня 2017 року відбувся другий політ. Посадка пройшла вдало. Політ тривав 1 годину і 46 хвилин. У літака немає шасі, тому він сідає на кевларові подушки під моторними відсіками.

## Дизайн
V-подібний літак формою нагадує стелс-бомбардувальник Northrop Grumman B-2 Spirit. Але крило у нього набагато видовжиніше і вужче, все крило покрите сонячними батареями. Розмах крил 30 м. Aquila стартує із спеціальної платформи на колесах, яку розганяє буксир. Приземляється на спеціальні кевларові подушки, оскільки у нього відсутнє шасі.

## ТТХ
- Вага літака: 300-400 кг;[2]
- Розмах крил: 30 м;
- Двигуни: 4 електричні двигуни, що живляться від сонячних панелей та акумуляторів загальною потужністю 5 КВт;[3]
- Вага батерей: 200 кг;[3]
- Швидкість польоту: 80 миль/год;
- Висота польоту: 27 км вдень і 18 км вночі;
- Час польоту: 90 діб;
- Швидкість інтернету: кілька ГБ/с;
- Діаметр області покриття інтернетом: 100 км.